# Miliartuberkulos
Miliartuberkulos är en allvarlig form av tuberkulos, där bacillhärdar strös ut i 'milier' = korn i hela kroppen. Utan behandling stor dödlighet. Miliartuberkulos kan drabba ett eller flera av kroppens organ, och kan drabba vilket organ som helst, men drabbar vanligtvis lever, lungor och benmärg. Detta sjukdomstillstånd är vanligast förekommande bland barn under 4 år, hos personer med nedsatt immunförsvar samt bland äldre människor. Möjliga symptom inkluderar feber, viktnedgång, svaghetskänsla, frossa, allmänt obehag och svårigheter att andas.